# Iron Man (groupe)
Pour les articles homonymes, voir Iron Man.
Iron Man est un groupe américain de doom metal, originaire de Gaithersburg, Maryland, actif entre 1977 et 2018.

## Histoire
Le groupe est formé à l'origine sous le nom de Force en 1977 avant de changer de nom en Iron Man en 1988.
En 1993, avec avoir signé au label Hellhound Records, le groupe sort son premier album Black Night, composé du chanteur Rob Levey, du guitariste Al Morris III, du bassiste Larry Brown et du batteur Ron Kalimon. Pour promouvoir l'album, ils ont fait une tournée sur la côte ouest des États-Unis en compagnie de Cathedral et Pentagram. Comme Hellhound Records ne voulait accepter la sortie d'un deuxième album qu'à condition d'accepter Dan Michalek comme nouveau chanteur, ce dernier rejoint finalement le groupe en tant que nouveau membre. Le deuxième album The Passage sort en octobre 1995. On y entend également Gary Isom en tant que nouveau batteur. En 1999, le troisième album Generation Void sort sur Brainticket Records. La bassiste Ginger et le batteur Vic Tomaso y font leur entrée.
Après sept ans de pause et d'autres activités pour les membres, le groupe se produit en avril 2007 au festival Stoner Hands of Doom à Baltimore, dont la force motrice était Rob Levey. A cette occasion, le groupe était composé du guitariste Al Morris III, du bassiste Louis Strachan, du batteur Gus Basilika et du chanteur Joe Donnelly. Basilika quitte le groupe peu de temps après et est remplacé par Brian « Dex » Dexter. C'est dans cette formation que le groupe enregistre l'EP Submission, qui sort en 2007. La même année, les deux premiers albums réédités et remasterisés sortent chez Leaf Hound Records. En 2009, le groupe entre en studio pour enregistrer un nouvel album. Le premier album d'Iron Man depuis dix ans sort en avril 2009 chez Shadow Kingdom Records sous le nom de I Have Returned. En 2010, le batteur Mike Rix et le chanteur « Screaming Mad » Dee Calhoun rejoignent le groupe en tant que nouveaux membres. Iron Man enregistre ensuite l'EP auto-produit Dominance, qui sort début 2011. À la fin de l'année, Rix quitte le groupe et est remplacé par Jason « Mot » Waldmann début 2012. Par la suite, l'EP Att hålla dig över sort en été 2012. Fin septembre 2013, l'album South of the Earth sort en Europe chez Rise Above Records et en Amérique du Nord début octobre chez Metal Blade Records.
Le 10 janvier 2018, Morris décède à l'âge de 60 ans.

## Style musical
Selon Eduardo Rivadavia d'AllMusic, le groupe joue du doom metal fortement influencé par Black Sabbath. Robert Müller de Metal Hammer estime également que le groupe joue sur Black Night du doom metal dans le style de Black Sabbath. La musique est même l'une des copies les plus exactes de Black Sabbath, ce qui est « une véritable gifle au progrès ». Christof Leim du même magazine indique dans sa critique de Generation Void que le groupe y sonne comme Black Sabbath à l'époque de Master of Reality. Les riffs sont tonitruants et sonnent comme ceux de Tony lommi et les solos sont « joués de manière décalée ». Le chanteur « parle de manière démoniaque comme le bon vieux Ozzy, et bien sûr, les textes sont plutôt mystiques ». Mais contrairement à Black Sabbath, le groupe fait parfois des incursions dans le pathos du true metal. 

## Discographie
- 1988 : Demo 1988 (démo)
- 1992 : Demo 1992 (démo)
- 1993 : Black Night (album, Hellhound Records)
- 1994 : The Passage (album, Hellhound Records)
- 1999 : Generation Void (album, Brainticket Records)
- 2006 : Live in Cinncinati (album live)
- 2007 : Submission (EP)
- 2009 : I Have Returned (album, Shadow Kingdom Records)
- 2010 : Iron Man Shall Rise (démo)
- 2011 : Dominance (EP)
- 2012 : Att hålla dig över (EP)
- 2013 : South of the Earth (album, Rise Above Records / Metal Blade Records)